# Indice de Breslow
L'indice de Breslow est un score permettant d'évaluer le pronostic de survie globale à cinq ans d'un malade atteint d'un mélanome. Il mesure l'épaisseur tumorale maximale d'un mélanome, c'est-à-dire l'épaisseur entre la partie supérieure de la granuleuse épidermique et la cellule tumorale la plus profonde. Il a été établi par Alexander Breslow. Il est l'un des critères à la base de la classification TNM du mélanome.
| Indice de Breslow               | Taux de survie globale à 5 ans |
| ------------------------------- | ------------------------------ |
| inférieur à 0,75 mm             | 96 %                           |
| compris entre 0,75 mm et 1,5 mm | 87 %                           |
| compris entre 1,5 mm et 2,5 mm  | 75 %                           |
| compris entre 2,5 mm et 4 mm    | 66 %                           |
| supérieur à 4 mm                | 44 %                           |

Il est à rapprocher du niveau de Clark, dont la valeur pronostique est moindre.